# Jaime Cantizano
Jaime Cantizano Camacho (Jerez de la Frontera, Cádiz, 22 de julio de 1973) es un presentador de televisión y locutor de radio español.

## Biografía
Criado en el barrio de La Granja de Jerez junto sus padres. Su madre se llama Salud. En 2015 comenzó un proceso de gestación subrogada en Estados Unidos con el objetivo de ser padre soltero. El 28 de julio de 2016, nace su hijo Leo. Nueve años más tarde, el 11 de julio de 2025, se casó con Miguel García Golding.

## Trayectoria
Inicia su trayectoria profesional en el mundo de la radio y con tan solo 17 años presenta Los 40 principales en su ciudad y locuta cuñas publicitarias; de ahí pasa a la emisión regional de la Cadena SER y posteriormente a Onda Cero. Simultáneamente con su actividad radiofónica también colabora en El Correo de Andalucía.
En 2001 da el salto a la televisión, incorporándose a la cadena local Localia Televisión (Grupo Prisa), presentando un programa matinal junto a Concha Galán en 2002, año en que por primera vez aparece en una cadena de ámbito nacional. 
Seguidamente es fichado por Antena 3 y empieza a colaborar con la periodista Ana Rosa Quintana en su magacín Sabor a ti. Su rostro se hace rápidamente popular entre los telespectadores y tan solo un año después la cadena le ofrece la presentación de una de sus nuevas apuestas para el prime time de la noche de los viernes: el talk show de crónica social ¿Dónde estás corazón?. El espacio se emite desde julio de 2003 hasta septiembre de 2011, siempre con Cantizano al frente, y pese a haber sido cuestionado en repetidas ocasiones por el estilo periodístico especialmente agresivo con los invitados que se empleó en el programa, contó también con una audiencia muy fiel que lo situó entre los programas de televisión con mayor seguimiento en España, convirtiendo a su presentador en uno de los rostros más conocidos del panorama audiovisual español. Posteriormente, todavía en Antena 3, en marzo de 2006 sustituye a Silvia Jato en el concurso Pasapalabra y entrega el mayor premio de la historia de la televisión española, 2.190.000 euros. Desde septiembre de 2006 a junio de 2007 presenta, siempre en Antena 3, el magacín diario En Antena, que a partir de septiembre de 2007 es sustituido por A 3 bandas, espacio en el que Cantizano es acompañado por María Patiño y Dani Martínez en la presentación y que finalmente es retirado en 2008. En marzo de 2008 estrena Tres deseos, que gira en torno a tres personas, familias o colectivos para los que se hará realidad un sueño, resolviendo, en la mayoría de los casos, problemas o carencias. Le acompañan en la presentación Aitor Trigos y Eva González. En febrero de 2010 Jaime estrena un programa de debate de crónica social llamado Informe 3, emitido en la franja de late night, que complementa a DEC y que empieza emitiéndose en jueves pero que rápidamente pasa al lunes por decisión de la cadena. Tras 8 años de emisión del programa DEC, la cadena decidió retirarlo por moderados datos de audiencia que fue sufriendo poco a poco, y termina el 23 de septiembre de 2011, con un especial en el que María del Monte entrevista a Jaime. En julio de 2012 regresó a la pequeña pantalla conduciendo el concurso musical Dando la nota. En octubre de ese mismo año se prestó como cara visible para la campaña solidaria Un nombre, Una Vida patrocinada por la Fundación Antena 3 para el reconocimiento gubernamental de los derechos de la infancia de miles de niños en Madagascar. El 24 de octubre de 2012 comunicó que no había renovado su contrato con el Grupo Antena 3, finalizando así su trayectoria en la cadena, en la que había estado trabajando durante más de diez años.
Estuvo bajo contrato con Antena 3 hasta 2012, y desde septiembre de 2013 hasta junio de 2017 es locutor presentador del programa Atrévete de Cadena Dial. Desde enero de 2014 y hasta abril de 2014 presentó en La 1, la novena edición del programa ¡Mira quién baila!, en sustitución de la presentadora Anne Igartiburu. En publicidad ha realizado campañas promocionales para Gallina Blanca, tiendas BEDS o Salerm Cosmetics. Desde junio de 2016, es juez del programa de talentos Fenómeno fan emitido por Canal Sur, Disney Channel y CMM TV, junto a Merche y María Parrado. Desde el 11 de febrero de 2017, presenta la gala Objetivo Eurovisión para elegir al representante español que vaya al Festival de Eurovisión en La 1. También desde marzo de 2017 y hasta mayo de 2017 presenta en esa misma cadena el programa Jugando con las estrellas. Tras esto, a finales de ese mismo mes el presentador anuncia que deja la radio y el programa Atrévete de Cadena Dial tras 4 años de éxito para dedicarse a otros proyectos profesionales como la televisión. El 2 de octubre de 2017 comienza a presentar en Canal Sur, el programa Original y Copla hasta 2018. En 2019 lo sustituye la presentadora malagueña Eva Ruiz.
El 23 de octubre de 2017 se anuncia su fichaje por Atresmedia, pero esta vez en Onda Cero para sustituir en el fin de semana a Isabel Gemio. Desde entonces y hasta julio de 2024 presentó el magazine Por fin no es lunes en las mañanas de sábado y domingo, cuya realización corría a cargo de Gemma Esteban Manjón.
En junio del 2023 se anunció su fichaje por La 1 para presentar Mañaneros en la franja matinal. En abril de 2024 se  anunció que a partir de septiembre del 2024 dejaría de presentar Mañaneros en la La 1 para sustituir en las tardes de Onda Cero a Julia Otero, que con su programa  Julia en la onda pasaba al fin de semana de la cadena de radio. El nuevo espacio vespertino de la cadena de radio lleva por título Por fin.

## Televisión y radio

### Programas de televisión

#### Como presentador
| Año         | Programa                      | Cadena               | Notas                 |
| ----------- | ----------------------------- | -------------------- | --------------------- |
| 2000        | Localia noticias              | Localia Televisión   | Presentador           |
| 2003 - 2011 | DEC                           | Antena 3             | Presentador           |
| 2004        | Diario de una boda            | Antena 3             | Presentador           |
| 2006 - 2007 | En Antena                     | Antena 3             | Presentador           |
| 2006        | Pasapalabra                   | Antena 3             | Presentador sustituto |
| 2007 - 2008 | A 3 bandas                    | Antena 3             | Presentador           |
| 2008        | Tres deseos                   | Antena 3             | Presentador           |
| 2010 - 2011 | Informe 3                     | Antena 3             | Presentador           |
| 2012        | Dando la nota                 | Antena 3             | Presentador           |
| 2014        | ¡Mira quién baila!            | La 1                 | Presentador           |
| 2014        | Premios Iris                  | La 1                 | Presentador           |
| 2014        | Gala por la Infancia          | La 1                 | Presentador           |
| 2014 - 2015 | ¡Feliz 2015!                  | La 1                 | Presentador           |
| 2015        | Hit - la canción              | La 1                 | Presentador           |
| 2017        | Jugando con las estrellas     | La 1                 | Presentador           |
| 2017 - 2018 | Objetivo Eurovisión           | La 1                 | Presentador           |
| 2017 - 2018 | Original y copla              | Canal Sur Television | Presentador           |
| 2021 - 2023 | Atrápame si puedes: Celebrity | Telemadrid           | Presentador           |
| 2023 - 2024 | Mañaneros                     | La 1                 | Presentador           |

#### Como colaborador
| Año             | Programa        | Cadena             | Notas       |
| --------------- | --------------- | ------------------ | ----------- |
| 2001            | Cada mañana     | Localia Televisión | Colaborador |
| 2002            | Sabor a ti      | Antena 3           | Colaborador |
| 2016 - presente | Fenómeno fan    | Canal Sur y CMM TV | Jurado      |
| 2021            | Lazos de sangre | La 1               | Colaborador |
| 2021            | Espejo público  | Antena 3           | Colaborador |

#### Como invitado
| Año  | Programa                               | Cadena   | Notas    |
| ---- | -------------------------------------- | -------- | -------- |
| 2004 | Homo Zapping                           | Antena 3 | Invitado |
| 2009 | Esta casa era una ruina                | Antena 3 | Invitado |
| 2011 | El hormiguero                          | Antena 3 | Invitado |
| 2011 | Alaska y Mario                         | MTV      | Invitado |
| 2021 | Family Feud: La batalla de los famosos | Antena 3 | Invitado |
| 2021 | Pasapalabra                            | Antena 3 | Invitado |

### Series de televisión
| Año  | Programa               | Personaje | Cadena   | Notas      |
| ---- | ---------------------- | --------- | -------- | ---------- |
| 2004 | Aquí no hay quien viva | Él mismo  | Antena 3 | 1 episodio |

### Radio
- Por fin,  Onda Cero (2024-¿?)
- Por fin no es lunes, Onda Cero (2018-2024)
- Atrévete, Cadena Dial (2013-2017)
- Onda Cero de Madrid (2000-2001)
- Onda Cero de Andalucía (1998-2000)
- Cadena SER de Andalucía (1996-1998)
- Cadena SER de Cádiz (1995-1996)
- Locutor de Los 40 Principales de Andalucía (1991-1995)
- Locutor de Cuñas en Los 40 Principales de Cádiz (1990-1991)

## Premios y reconocimientos
2009
- Nominación a los Premios Shangay al Mejor comunicador de corazón.[22]

2010
- Premio Gente con Punto en la categoría de Comunicación con punto.[23]

2019
- Antena de Oro de Radio como presentador de "Por fin no es lunes" de Onda Cero[24]
- Bandera de Andalucía a las Ciencias Sociales y las Letras.[25]